# Экономическая наука современной России
Экономи́ческая нау́ка совреме́нной Росси́и (ЭНСР) — рецензируемый научный журнал по экономике, издающийся с 1998 года. Периодичность выхода — 4 раза в год, а также экспресс-выпуски. Журнал рассчитан на широкий круг читателей: научных работников, преподавателей вузов, аспирантов, докторантов, студентов экономических специальностей вузов, бизнесменов. Журнал регулярно рассказывает об изменениях в экономической жизни страны и мира, реакциях на эти изменения членов научного сообщества, политиков, бизнесменов, экономистов-практиков. В редакционный совет и редколлегию ЭНСР входят крупные учёные-экономисты, руководители институтов РАН и российских университетов. На его страницах печатаются всемирно известные учёные; среди авторов журнала был и лауреат Нобелевской премии по экономике 2002 года Джозеф Стиглиц.
Журнал входит в Перечень ведущих рецензируемых научных журналов, включенных Высшей аттестационной комиссией России в список изданий, рекомендуемых для опубликования основных научных результатов диссертации на соискание учёной степени кандидата и доктора наук.
Журнал зарегистрирован в Российском индексе научного цитирования (РИНЦ).

## Основатели
- Секция экономики Отделения общественных наук Российской академии наук (СЭ ООН РАН)
- Всероссийский институт научной и технической информации РАН (ВИНИТИ)
- Торгово-промышленная палата Российской Федерации (ТПП РФ)
- Центральный экономико-математический институт РАН (ЦЭМИ)
- Институт экономики РАН (ИЭ)
- Государственный университет управления (ГУУ)
- Волгоградский государственный университет (ВолГУ)

## История
Основателем и первым главным редактором журнала был академик Д. С. Львов (1998—2007).

## Редакционная коллегия
- член-корр. РАН Г. Б. Клейнер (главный редактор) — зам. директора Центрального экономико-математического института РАН;
- д.э.н. P. M. Качалов (зам. главного редактора, ответственный секретарь) — заведующий лабораторией ЦЭМИ РАН;
- акад. В. Л. Макаров (зам. главного редактора) — научный руководитель ЦЭМИ РАН;
- д.э.н. М. Ф. Мизинцева (зам. главного редактора) — заведующая Отделом научной информации по экономике и управлению Всероссийского института научной и технической информации РАН;
- акад. Ю. М. Арский — научный руководитель ВИНИТИ РАН;
- к.э.н. Я. В. Данилина — старший научный сотрудник ЦЭМИ РАН;
- к.э.н. А. И. Ставчиков — учёный секретарь ЦЭМИ РАН;
- член-корр. РАН Д. Е. Сорокин — научный руководитель Финансового университета при Правительстве РФ.

## Основные рубрики
- Актуальные проблемы экономической теории
- Экономическая политика и хозяйственная практика
- Академическая наука и высшая школа
- Зарубежные ученые об экономике России
- Экономика зарубежных стран
- Проблемы хозяйственного законодательства
- Философия экономики
- История экономической науки
- Хроника научной жизни
- Книжная полка
- Конференции, симпозиумы, семинары, конкурсы

и другие

## Научные мероприятия журнала
- Всероссийская конференция «Экономическая наука современной России» — Москва, с 28 ноября по 30 ноября 2000 года
- Конференция «Экономическая наука современной России: проблемы и перспективы», посвященная 10-летию журнала — Москва, 13 февраля 2008 года

## Подписные индексы
- каталог «Газеты и журналы» — индекс 81069;
- каталог «Издания органов научно-технической информации» — индекс 56756;
- объединённый каталог «Пресса России», том 1 — индекс 55439.